# HiSilicon
HiSilicon (chiń. 海思; pinyin Hǎisī; pełna nazwa 海思半导体有限公司) – chińskie przedsiębiorstwo projektujące mikroczipy, z siedzibą w Shenzhen w prowincji Guangdong i w pełni należące do Huawei. HiSilicon zakupiło licencję od ARM Holdings na między innymi: ARM Cortex-A9 MPCore, ARM Cortex-M3, ARM Cortex-A7 MPCore, ARM Cortex-A15, ARM Cortex-A53 i ARM Cortex-A57, a także Mali-T628 MP4. HiSilicon zakupiło również licencję od Vivante Corporation na jej rdzenie graficzne GC4000. Firma jest uważana za największego producenta układów scalonych w Chinach.

## Procesory do smartfonów

### K3V1
| Numer modelu  | Tech   | Procesor          | Procesor          | Procesor | Procesor            | GPU               | GPU                 |
| Numer modelu  | Tech   | Zestaw instrukcji | Mikroarchitektura | Rdzenie  | Częstotliwość (Mhz) | Mikroarchitektura | Częstotliwość (Mhz) |
| ------------- | ------ | ----------------- | ----------------- | -------- | ------------------- | ----------------- | ------------------- |
| K3V1 (Hi3611) | 130 nm | ARMv5             | ARM9E             | 1        | 800                 | 2009              |                     |

### K3V2
Pierwszy znany produkt to HiSilicon K3V2 stosowany w urządzeniach Huawei Ascend D Quad XL (U9510) i Huawei MediaPad 10 FHD7. Ten chipset oparty jest na ARM Cortex-A9 MPCore, wykonany w technologii 40 nm i wykorzystuje 16-rdzeniowy układ graficzny Vivante GC4000 GPU. Wspiera LPDDR2-1066.
| Numer modelu  | Tech  | Procesor          | Procesor                                                     | Procesor | Procesor            | GPU               | GPU                 |
| Numer modelu  | Tech  | Zestaw instrukcji | Mikroarchitektura                                            | Rdzenie  | Częstotliwość (Ghz) | Mikroarchitektura | Częstotliwość (Mhz) |
| ------------- | ----- | ----------------- | ------------------------------------------------------------ | -------- | ------------------- | ----------------- | ------------------- |
| K3V2 (Hi3620) | 40 nm | ARMv7             | Cortex-A9 L1: 32 KB dla ;instrukcji + 32 KB danych, L2: 1 MB | 4        | 1.5                 | Vivante GC4000    | 480 Mhz             |

### K3V2E
To odświeżona wersja K3V2 z lepszą obsługą pasm Intel.
| Numer modelu | Tech  | Procesor          | Procesor                                                 | Procesor | Procesor            | GPU               | GPU                 |
| Numer modelu | Tech  | Zestaw instrukcji | Mikroarchitektura                                        | Rdzenie  | Częstotliwość (Ghz) | Mikroarchitektura | Częstotliwość (Mhz) |
| ------------ | ----- | ----------------- | -------------------------------------------------------- | -------- | ------------------- | ----------------- | ------------------- |
| K3V2E        | 28 nm | ARMv7             | Cortex-A9 L1: 32 KB dla instrukcji 32 KB danych L2: 1 MB | 4        | 1.5                 | Vivante GC4000    | 480Mhz              |

### Kirin 620
• wsparcie dla portu USB 2.0 / 13 MP / nagrywanie wideo w 1080p
| Numer modelu | Tech  | Procesor          | Procesor          | Procesor | Procesor            | GPU               | GPU                 |
| Numer modelu | Tech  | Zestaw instrukcji | Mikroarchitektura | Rdzenie  | Częstotliwość (Ghz) | Mikroarchitektura | Częstotliwość (Mhz) |
| ------------ | ----- | ----------------- | ----------------- | -------- | ------------------- | ----------------- | ------------------- |
| Kirin 620    | 28 nm | ARMv8-A           | Cortex-A53        | 8        | 1.2 ;Ghz (A53)      | Mali-450 MP4      | 700 Mhz             |

### Kirin 650
| Numer modelu | Tech          | Procesor          | Procesor          | Procesor | Procesor                | GPU               | GPU                 |
| Numer modelu | Tech          | Zestaw instrukcji | Mikroarchitektura | Rdzenie  | Częstotliwość (Ghz)     | Mikroarchitektura | Częstotliwość (Mhz) |
| ------------ | ------------- | ----------------- | ----------------- | -------- | ----------------------- | ----------------- | ------------------- |
| Kirin 650    | 16 nm FinFet+ | ARMv8-A           | Cortex-A53        | 8        | 2.0 (4xA53) 1.7 (4xA53) | Mali-T830 MP2     | 600 Mhz             |

### Kirin 910
| Numer modelu | Tech      | Procesor          | Procesor          | Procesor | Procesor            | GPU               | GPU                 |
| Numer modelu | Tech      | Zestaw instrukcji | Mikroarchitektura | Rdzenie  | Częstotliwość (Ghz) | Mikroarchitektura | Częstotliwość (Mhz) |
| ------------ | --------- | ----------------- | ----------------- | -------- | ------------------- | ----------------- | ------------------- |
| Kirin 910    | 28 nm HPM | ARMv7             | Cortex-A9         | 4        | 1.6                 | ARM Mali-450 MP4  | 533 Mhz             |
| Kirin 910t   | 28 nm HPM | ARMv7             | Cortex-A9         | 4        | 1.8                 | ARM Mali-450 MP4  | 700 Mhz             |

### Kirin 920
• Kirin 920 SoC zawiera również procesor obrazu, który obsługuje do 32MPx
| Numer modelu | Tech      | Procesor          | Procesor                        | Procesor | Procesor                   | GPU               | GPU                 |
| Numer modelu | Tech      | Zestaw instrukcji | Mikroarchitektura               | Rdzenie  | Częstotliwość (Ghz)        | Mikroarchitektura | Częstotliwość (Mhz) |
| ------------ | --------- | ----------------- | ------------------------------- | -------- | -------------------------- | ----------------- | ------------------- |
| Kirin 920    | 28 nm HPM | ARMv7             | Cortex-A15 Cortex-A7 big.LITTLE | 4+4      | 1.7 Ghz (A15) 1.3 Ghz (A7) | Mali-T624 MP4     | 600 Mhz             |
| Kirin 925    | 28 nm HPM | ARMv7             | Cortex-A15 Cortex-A7 big.LITTLE | 4+4      | 1.8 Ghz (A15) 1.3 Ghz (A7) | Mali-T628 MP4     | 600 Mhz             |

### Kirin 930
• obsługa pamięci SD 3.0 (UHS-I) / eMMC 4.51 / Dual-band a/B/G/N WiFi / Bluetooth 4.0 Low Energy / Interfejs USB 2.0 / 32 MP ISP / nagrywanie w 1080p
| Numer modelu | Tech      | Procesor          | Procesor              | Procesor | Procesor                            | GPU               | GPU                 |
| Numer modelu | Tech      | Zestaw instrukcji | Mikroarchitektura     | Rdzenie  | Częstotliwość (Ghz)                 | Mikroarchitektura | Częstotliwość (Mhz) |
| ------------ | --------- | ----------------- | --------------------- | -------- | ----------------------------------- | ----------------- | ------------------- |
| Kirin 930    | 28 nm HPC | ARMv8-A           | Cortex-A53            | 4+4      | 2.0 Ghz (4 x A53) 1.5 Ghz (4 x A53) | Mali-T628 MP4     | 600 Mhz             |
| Kirin 935    | 28 nm HPC | ARMv8-A           | Cortex-A53 Cortex-A53 | 4+4      | 2.2 Ghz (4 x A53) 1.5 Ghz (4 x A53) | Mali-T628 MP4     | 680 MHz(87GFlops)   |

### Kirin 950
• obsługa – SD 4.1 (standard UHS-II),/ UFS 2.0 / eMMC 5.1 / MU-MIMO 802.11ac Wi-Fi / Bluetooth 4.2 Smart / USB 3.0 / NFS / Dual ISP (42 MP) / natywne nagrywanie 10-bit 4K / i5 coprocessor / Tensilica HiFi 4 DSP
| Numer modelu | Tech              | CPU        | CPU                              | CPU     | CPU                                 | GPU               | GPU                  |
| Numer modelu | Tech              | Instrukcje | Mikroarchitektura                | Rdzenie | Częstotliwość (GHz)                 | Mikroarchitektura | Częstotliwość (MHz)  |
| ------------ | ----------------- | ---------- | -------------------------------- | ------- | ----------------------------------- | ----------------- | -------------------- |
| Kirin 950    | 16 nm FinFET Plus | ARMv8-A    | Cortex-A72 Cortex-A53 big.LITTLE | 4+4     | 2.3 GHz (4 x A72) 1.8 GHz (4 x A53) | Mali-T880 MP4     | 900 MHz(122.4GFlops) |
| Kirin 955    | 16 nm FinFET Plus | ARMv8-A    | Cortex-A72 Cortex-A53 big.LITTLE | 4+4     | 2.5 GHz (4 x A72) 1.8 GHz (4 x A53) | Mali-T880 MP4     | 900 MHz(122.4GFlops) |

## Akceleratory AI
HiSilicon opracowuje również akceleratory AI.

### Ascend 310/910(B/C/D)
Ascend 310 był pierwszym akceleratorem AI zaprojektowanym przez HiSilicon i produkowany przez TSMC od 2018 roku w procesie TSMC 12 nm FFC o wydajności 16 TOPS@INT8 i 8 TOPS@FP16 przy pobieranej mocy 8W.
W 2019 roku został wypuszczony akcelerator Ascend 910 produkowany przez TSMC w technologii 7 nm EUV o wydajności 256 TFLOPS@FP16 i 512 TOPS@INT8 przy pobieranej mocy 350 W.
W 2022 rozpoczęła się produkcja chipu Ascend 910B, oficjalnie produkowanego przez SMIC w technologii 7 nm. W 2024 roku TSMC stwierdził, że produkował układy Ascend 910B dla Huawei przez firmy trzecie aby ominąć sankcje Stanów Zjednoczonych nałożone na firmę Huawei.
W 2025 roku zostały ogłoszone prace nad układem Ascend 910C. Według DeepSeek, układ posiada 60% wydajności układu Nvidia H100.

### Ascend 920
W kwietniu 2025 został zaprezentowany układ Ascend 920, z oczekiwaną wydajnością podobną do układu Nvidia H20 i produkowany przez SMIC w technologii 6 nm.

## Podobne produkty
- R-Car od Renesas
- Tegra od Nvidia
- OMAP od Texas Instruments
- Exynos od Samsung
- Snapdragon od Qualcomm
- Ax od Apple
- Intel Atom od Intel
- i.MX od Freescale Semiconductor
- RK3xxx od Rockchip
- Allwinner Axy od AllWinner
- MTxxxx od MediaTek